# Georges Duprey
Georges Duprey est un homme politique français né le 16 octobre 1864 à Roussillon-en-Morvan (Saône-et-Loire) et décédé le 6 février 1947 à Paris

## Biographie
Fils d'Henri Duprey, magistrat, et de Luce Bardet-Saucy, il naît à Roussillon-en-Morvan. Il s'y installe comme médecin et en devient le maire. Par la suite, il sera maire de Château-Chinon (1903-1904 puis 1906-1914) et conseiller général du canton de Lucenay-l'Évêque. Sénateur de Saône-et-Loire de 1924 à 1936, il est inscrit au groupe de la Gauche démocratique. Son activité parlementaire est quasiment inexistante. Sévèrement battu en 1936, il se retire de la vie politique.

## Sources
- « Georges Duprey », dans le Dictionnaire des parlementaires français (1889-1940), sous la direction de Jean Jolly, PUF, 1960 [détail de l’édition]